# Keplerstraße 6a, Otto-von-Guericke-Straße 47

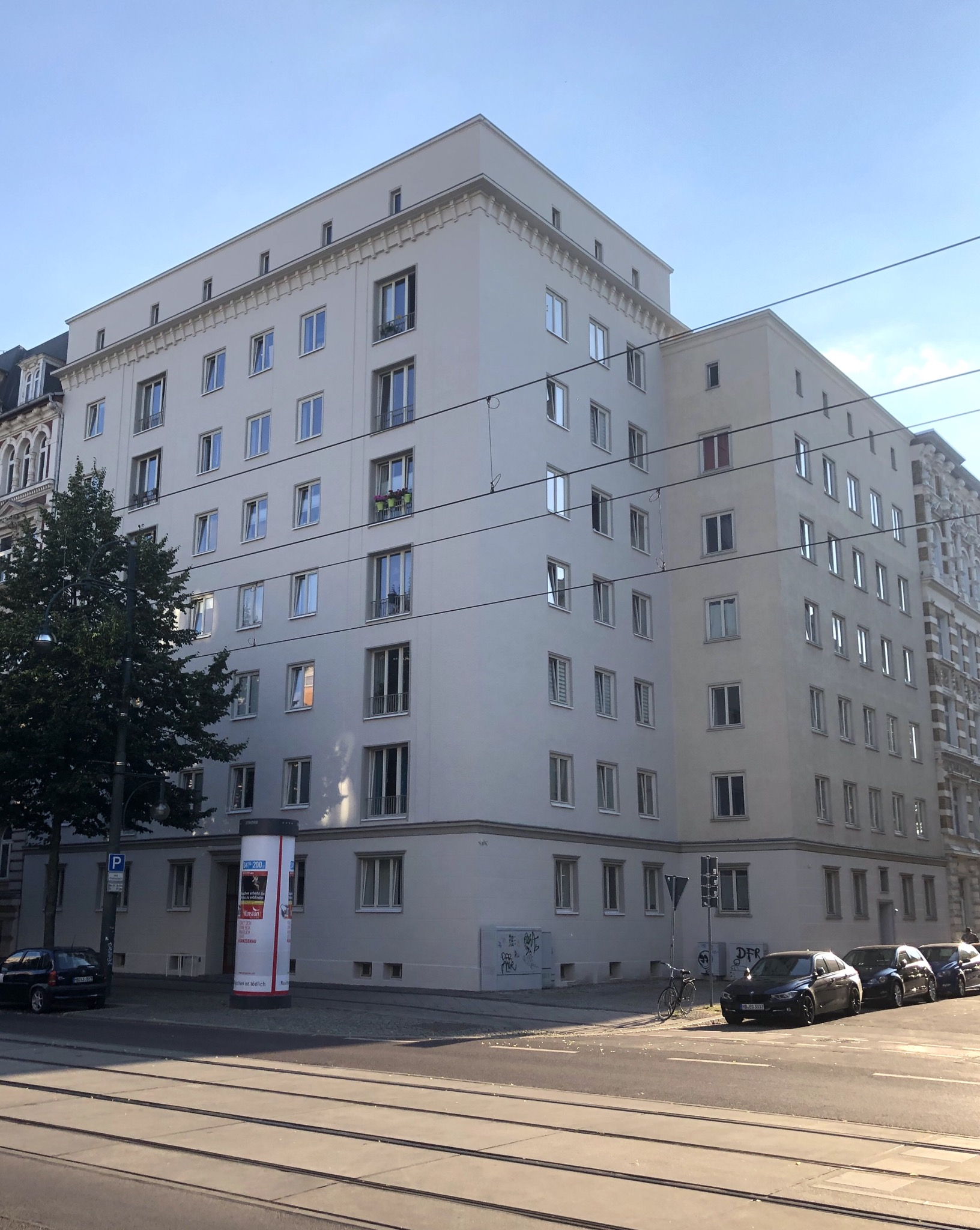
Wohnhaus Otto-von-Guericke-Straße 47, Blick von Nordosten, 2020

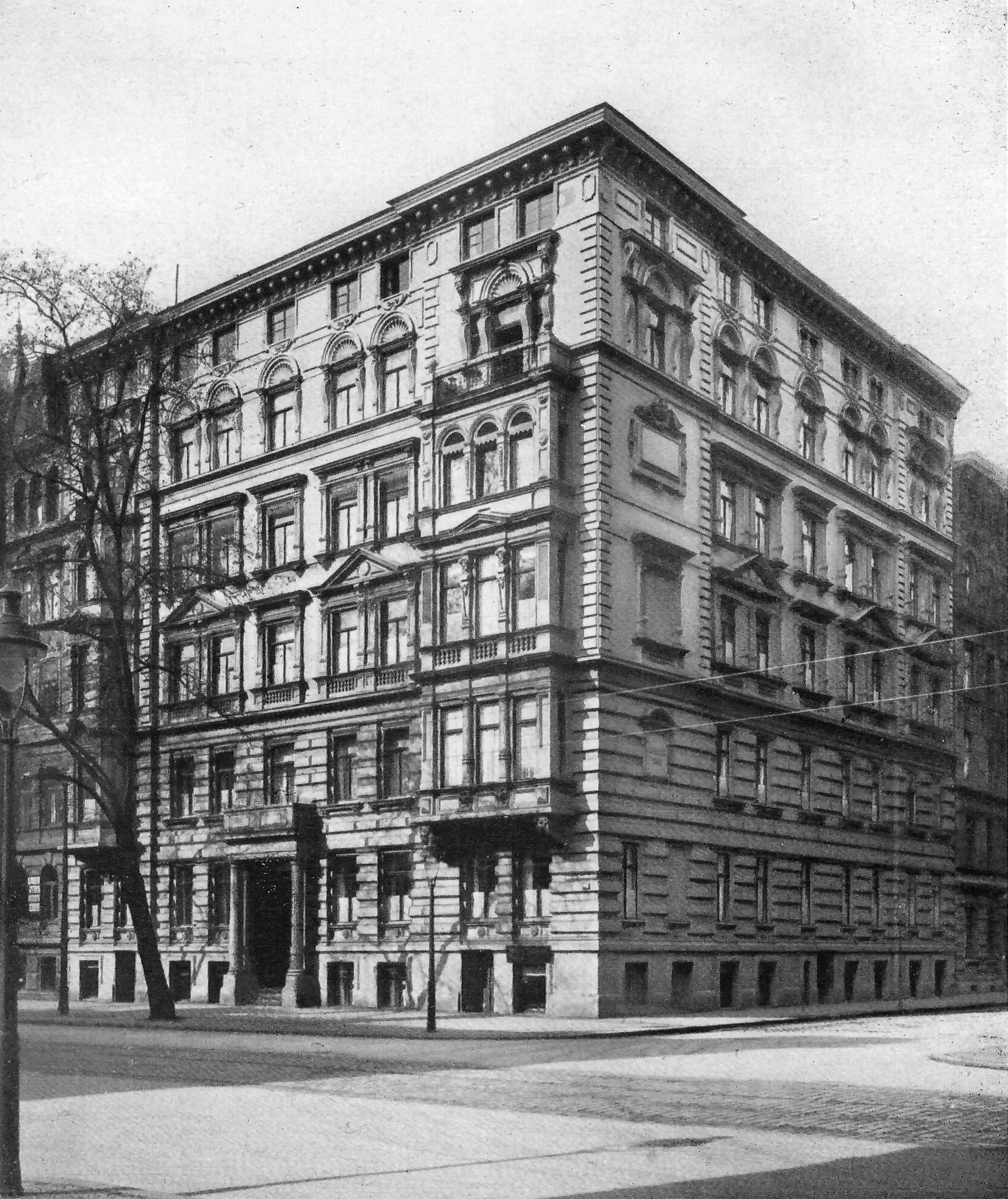
Vorgängerbau in den 1920er Jahren

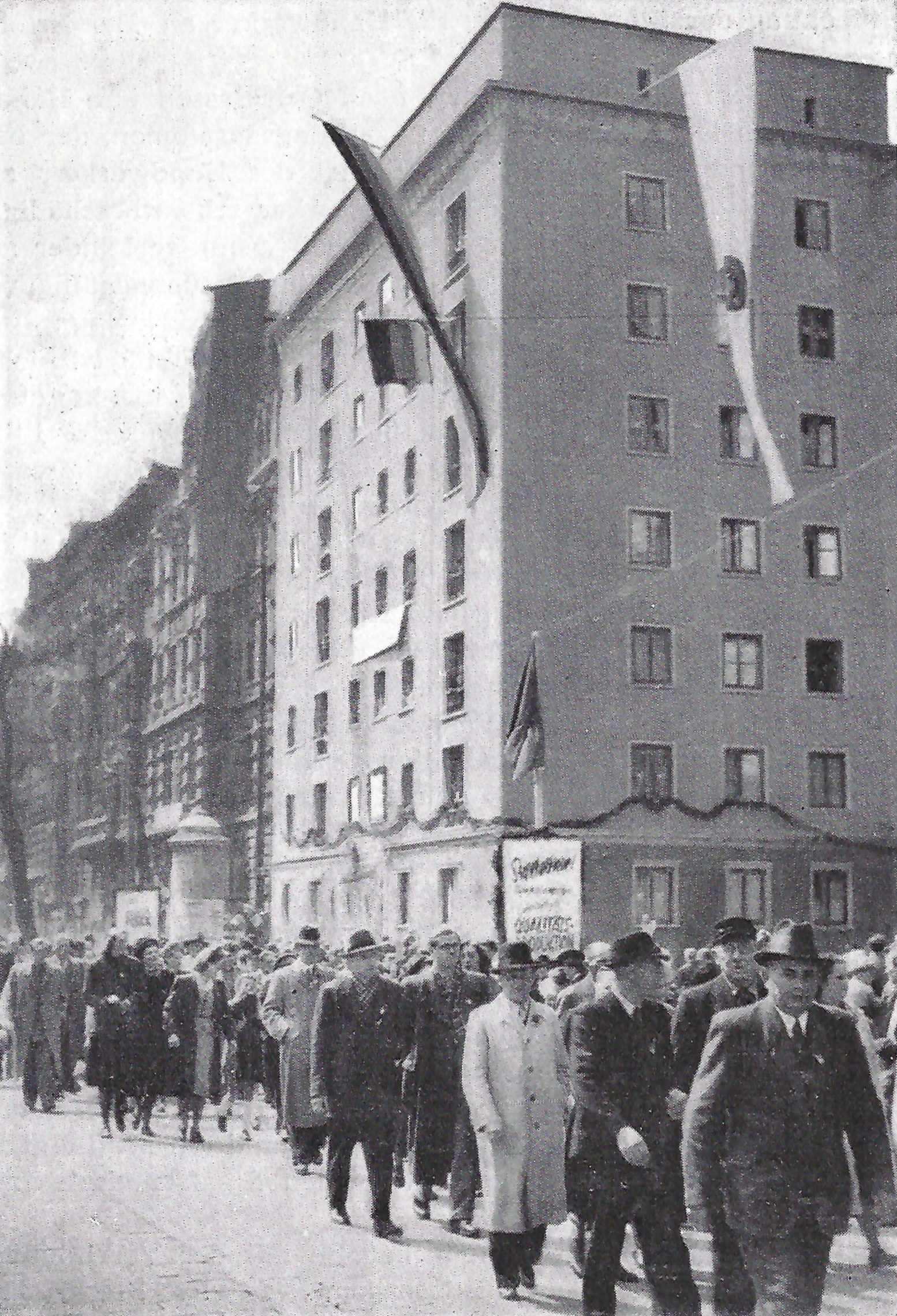
Maiumzug vor dem Haus im Jahr 1951

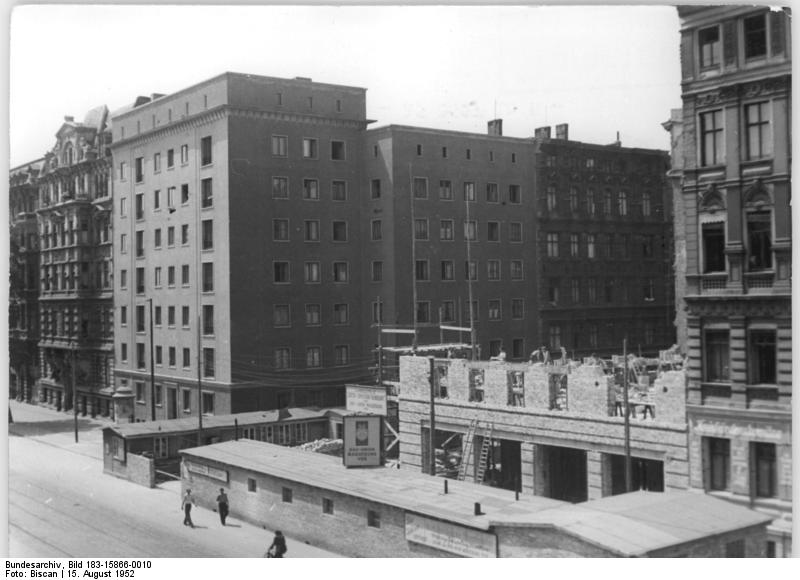
1952

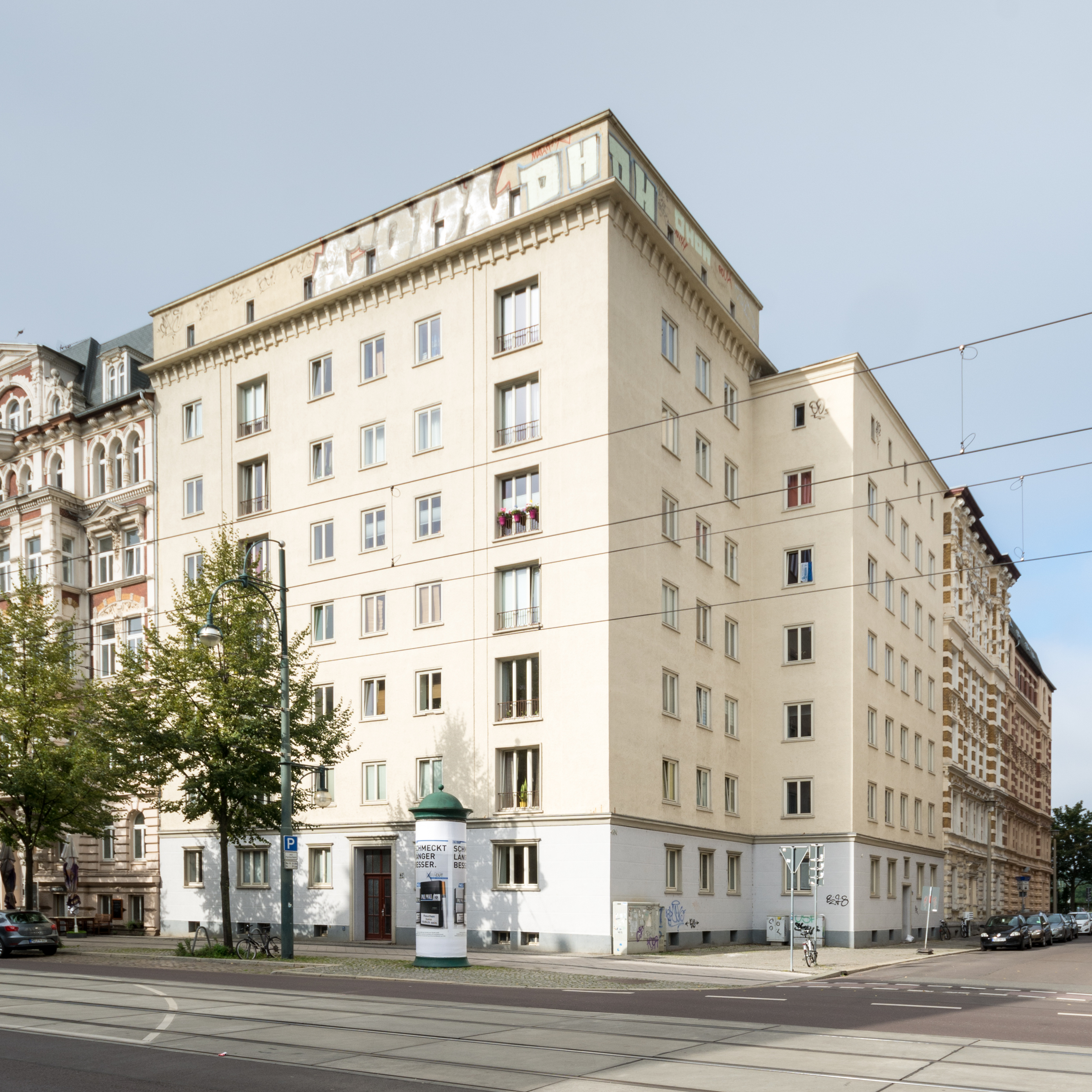
2015 mit Vandalismus am Mezzaningeschoss

Das Gebäude Keplerstraße 6a, Otto-von-Guericke-Straße 47 ist ein denkmalgeschütztes Wohnhaus in Magdeburg in Sachsen-Anhalt. 

## Lage
Es befindet sich in der Magdeburger Altstadt auf der Westseite der Otto-von-Guericke-Straße in einer markanten Ecklage. Nördlich verläuft die Keplerstraße, die hier die Otto-von-Guericke-Straße kreuzt. Das Gebäude gehört darüber hinaus zum Denkmalbereich Keplerstraße 5, 5a, 6, 6a, 7, 7a, 8, 9, 9a, 10, 13.

## Architektur und Geschichte
Der repräsentative Vorgängerbau war in den 1920er Jahren Sitz der Magdeburger Kohle AG. Das heutige verputzte Wohnhaus entstand 1951 als erster Neubau eines Wohngebäudes nach dem Zweiten Weltkrieg in der Magdeburger Innenstadt. Der Entwurf war im Stil der Nationalen Tradition der DDR-Architektur vom Landesprojektierungsbüro für das Bauwesen Sachsen-Anhalt, Zweigbüro Magdeburg erstellt worden. Der schlicht gestaltete Bau besteht aus zwei Flügeln, einem sechseinhalbgeschossigen entlang der Keplerstraße und einem siebeneinhalbgeschossigen zur Otto-von-Guericke-Straße. Das Gebäude wurde in traditioneller Ziegelbauweise errichtet. Am Erdgeschoss befindet sich eine Werksteinverblendung, der Flügel zur Otto-von-Guericke-Straße ist mit einem starken Kranzgesims versehen. Oberhalb des Gesims befindet sich ein Mezzaningeschoss. Das Gebäude umfasste 26 Zweiraum- und sieben Dreiraumwohnungen. Die Wohnungen waren mit Bad und WC ausgestattet und verfügten jeweils über einzelne Ofenheizungen. Außerdem bestanden zwei Fahrstühle. Einzugstermin war der 28. Februar 1951.
Im örtlichen Denkmalverzeichnis ist das Wohnhaus unter der Erfassungsnummer 094 06236 als Baudenkmal verzeichnet.